# إميليانو ميركادو ديل تورو
إيميليانو ميركادو ديل تورو (21 أغسطس 1891 - 24 يناير 2007) هو معمرًا بورتوريكيًا ومحاربًا قديمًا، وكان أكبر شخص معمر في العالم في سن 115 عامًا بعد وفاة إليزابيث بولدن عن عمر 116 عامًا في 11 ديسمبر 2006، حتى وفاته في 24 يناير 2007. لقد كان بالفعل أكبر رجل معمر في العالم منذ 19 نوفمبر 2004، عند وفاة فريد هارولد هيل .   في وقت وفاته في يناير 2007، عن عمر يناهز 115 عامًا و156 يومًا، كان ميركادو ثاني أكبر ذكر تم التحقق من صحته بالكامل على الإطلاق، خلف الدنماركي الأمريكي كريستيان مورتنسن الذي سجل 115 عامًا و252 يومًا. كان من المعتقد أن الرجل الياباني شيغيتشيو إيزومي كان أكبر سنًا وقت وفاة ميركادو، لكن موسوعة غينيس للأرقام القياسية سحبت رقمه القياسي في عام 2010.

## سيرته
ولد إميليانو (المعروف لعائلته باسم "إميليو") في كابو روجو، بورتوريكو (في الوقت الذي كانت فيه بورتوريكو مستعمرة إسبانية )، وهو ابن دلفين ميركادو كاسيريس وجوميرسيندا ديل تورو باديلا.  عمل إيميليانو في حقول قصب السكر حتى بلغ من العمر 81 عامًا. لم يتزوج قط ولم ينجب أطفالاً، لكنه قال إنه كان لديه ثلاث "صديقات" (اهتمامات حب) في حياته. 

## الأوسمة
لفتت ميركادو انتباه الباحثين في مجال طول العمر لأول مرة في عام 2001، بعد قصة عن أحد المحاربين القدامى البالغ من العمر 110 أعوام في عرض عسكري في بورتوريكو. حاول الباحثون تعقبه، ولكن لم يتم تقديم أي وثائق حتى بعد وفاة فريد هارولد هيل في نوفمبر 2004. بحلول يناير 2005، قبلت موسوعة جينيس ميركادو باعتباره أكبر رجل على قيد الحياة. 
كان ميركادو يبلغ من العمر 27 عامًا في أكتوبر 1918 عندما تم تجنيده في جيش الولايات المتحدة للخدمة في الحرب العالمية الأولى . كان لا يزال في معسكر تدريب في بنما عندما أُعلنت الهدنة في 11 نوفمبر 1918.  أصبح لاحقًا المحارب المخضرم الأطول عمرًا في أي قوة عسكرية، متجاوزًا المحارب المخضرم الأكبر سنًا السابق، أنطونيو تود .
في عام 1993، تم تكريمه من قبل الرئيس الأمريكي بيل كلينتون بالميدالية التذكارية لإحياء الذكرى الخامسة والسبعين لتوقيع الهدنة التي أنهت الحرب العالمية الأولى.  كان على ميركادو ديل تورو، الأكبر بين شقيقين، أن ينتقل من أرضه المألوفة في كابو روجو بسبب سقوطه في منزله عندما كان عمره 102 عامًا، مما أثر على عظم الورك.  أخذته ابنة أخته البالغة من العمر 85 عامًا ليعيش مع أقاربه، وكان يحظى برعاية جيدة من أبناء وبنات أخيه - وعائلاتهم، الذين أطلقوا عليه لقب "تيو ميلو" ("العم ميلو") - في منزلهم في إيزابيلا.
قال عمدة مدينة إيزابيلا في بورتوريكو إنه سيتم إعادة تسمية دار للمسنين تكريماً له. 

## الحياة اللاحقة
يتذكر ميركادو طفولته بوضوح، عندما اجتاحت القوات الأميركية مقاطعة بورتوريكو في عام 1898، كما لا تزال المعارك التي شكلت نهاية الحكم الاستعماري الإسباني في الأمريكتين حاضرة في ذاكرته. وقد أرجع سر حياته الطويلة إلى تناوله الدائم لطبق "الفونشي"، المكون من الذرة المسلوقة وسمك القد وكريمة الحليب، والذي كان جزءًا من عاداته اليومية.
أصبحت أعياده الأخيرة مناسبات مميزة في مدينة إيزابيلا، حيث احتفت به الشخصيات المدنية والمحاربون القدامى، معربين عن إعجابهم بقدرته على التحمل وصفاء عقله. لكن أكثر ما أسعده كان زيارة الناشطة البورتوريكية وأيقونة الإعلام إيريس تشاكون. صرح ميركادو خلال مقابلة أنه كان معجبًا كبيرًا بها، وخصوصًا بظهورها المميز، وعبّر عن ذلك بروح الفكاهة. في عيد ميلاده الـ114، ورغم ضعف بصره وسمعه، استقبل تشاكون بسعادة غامرة، والتُقطت صورة له وهو يبتسم ويمسك بيدها، مما أثار اهتمام الصحف في بورتوريكو. عادت تشاكون لزيارته في العام التالي، وبعد وفاته أعربت عن حزنها العميق وقالت: "شعرت وكأنني فقدت جدي. كنت محظوظة بمعرفته وبأنه وجد في وجودي فرحًا. تعلمت من حكمته الكثير، وحياته تمثل درسًا في السعادة وفعل الخير".
تم دفنه في مقبرة "سان مارتين دي بوريس" في مسقط رأسه كابو روخو، بحضور شخصيات بارزة من سياسيين وقدامى المحاربين، إضافة إلى تشاكون. وبعد وفاته، تم تسليم لقب أكبر معمر في العالم إلى إيما تيلمان، بينما تولى توموجي تانابي لقب أكبر رجل معمر..